# 盧宅仁
盧宅仁（1470年—？），字伯居，廣東肇慶府四會縣人，民籍，明朝政治人物。

## 生平
弘治八年（1495年）乙卯科廣東鄉試第四十一名舉人。弘治十二年（1499年）中式己未科會試第一百七名，二甲第四十五名進士。授工部都水司主事，管济宁闸河，治水有绩。歷官刑部员外郎，正德二年（1507年）十月升广西按察司佥事，三年正月劉瑾以玩法徇私，曲庇揽头严杰，逮宅仁至京，并铨送都察院治罪。劉瑾死後，五年六月升貴州布政司右参议，七年九月升雲南副使，十二年正月升福建按察使，丁内艰，起复广西，又以忧去。时已有云南右布政之命，十五年六月考察革职。

## 家族
曾祖盧崑崙。祖盧馴。父盧福。母江氏。具庆下。弟由義、崇禮、廣智。